# تشيني أميس
تشيني أميس هو سياسي أمريكي، ولد في 19 يونيو 1808، وتوفي في 14 سبتمبر 1892. نشط حزبياً في الحزب الجمهوري. وقد انتخب عضو مجلس ولاية نيويورك ‏.